# Боклевский, Павел Петрович
Павел Петрович Боклевский (9 июня 1851, Питомша, Тульский округ — 1930, Сочи) — горный инженер, главный начальник Уральских горных заводов в 1897—1912 годах, один из основателей Партии правового порядка в 1905 году.

## Биография
Павел Петрович родился 9 июня 1851 года, крещён 10 июня, в с. Питомша Скопинского уезда. Отец известный художник-иллюстратор Пётр Михайлович Боклевский (1816—1897), брат известный инженер-кораблестроитель, профессор Ленинградского политехнического института и Военно-морской академии Константин Петрович Боклевский (1862—1928).
С 15.09.1872 служил старшим землемером в Межевой канцелярии. 30.04.1873 был зачислен в 9 класс Константиновского межевого института с правом слушать лекции в Горном институте. В 1876 окончил Горный институт со званием инженера по первому разряду. Преподавал минералогию в Константиновском межевом институте в 1876—1877 годах.
Был старшим землемерным помощником Межевой канцелярии с 5.08.1877 по 29.03.1878 года, затем был командирован в Московскую губернскую чертежную для занятий по крестьянскому вопросу, с которой был уволен 8.02.1880 от обязательной за воспитание службы по Межевому ведомству. 5.09.1880 командирован в Товарищество Березовского золотопромышленного дома для технических занятий с отчислением из Управления межевой части. С 4.11.1882 являлся членом от Министерства государственных имуществ в учрежденной при Министерстве путей сообщения комиссии для исследований и изысканий постройки Самаро-Златоустовской железной дороги. Был управляющим Шурминскими заводами наследников Мосолова в 11.03.1883—1886 годах. Затем был окружным инженером 1-го Вятского округа в 1886—1894 годах.
По назначению министра государственных имуществ представлял Горное ведомство в Вятском губернском земском собрании в 1883—1890 годах. По назначению министра внутренних дел представлял министерство в Глазовском уездном земском собрании в 1887—1890 годах. 1.05.1894 назначен окружным инженером Средне-Волжского горного округа с годовым окладом в 4200 руб., жил с семьей в доме В. М. Рукавишникова.
Служил главным начальником Уральских горных заводов в 1896—1912 годах. Руководил казенными заводами Урала, развивал Екатеринбургскую химическую и золотосплавочную лабораторию, упростил систему расчетов с золотопромышленниками, организовал продажу казенной руды для частных заводчиков. Участник и организатор съездов горнопромышленников в Екатеринбурге и Петербурге. Принимал участие в создании журнала «Уральское горное обозрение» и Горнопромышленного банка. Изобрел золотоуловитель, который использовался на золотых приисках с 1907 года. Президент УОЛЕ в 1897—1899 годах, один из создателей партии правового порядка в 1905 году.
В июле 1899 года принимал участие в уральской экспедиции Д. И. Менделеева, предоставил материал для книги «Уральская железная промышленность в 1899 году».
В 1912 году Павел Петрович вышел в отставку и покинул Екатеринбург, переехав в Сочи, где построил дачу «Надкатир». На могиле отца в городе Скопин установил памятник и статую скорбящего ангела из уральского мрамора. В Сочи в июле 1917 года арендовал в пределах парка часть речки Верещагинки для разведения раков и рыбы.
Семья
Был женат на Надежде Андреевне Ивановой, дочери штабс-капитана Андрея Павловича Иванова и лютеранки Маргариты Петровны. Венчаны в Богоявленском кафедральном соборе города Перми 8 июля 1879 года.

## Вклад в науку
Павел Петрович совместно с химиком С. Н. Косаревым в лаборатории Вятского реального училища, проведя физико-химическое исследование Печорской нефти, пришёл к выводу о том, что ухтинская нефть значительно превосходила нефть Апшеронского полуострова. В своей работе «Печорская нефть» в 1891 году предложил проект освоения данного месторождения.

## Награды
За свои достижения был неоднократно награждён:
- 1872 — коллежский секретарь;
- 05.08.1875 — титулярный советник со старшинством;
- 14.09.1879 — коллежский асессор;
- 08.12.1882 — надворный советник;
- 27.03.1886 — орден Святого Станислава III степени;
- 17.12.1886 — коллежский советник;
- 24.03.1890 — орден Святой Анны III степени;
- 05.08.1890 — статский советник;
- 17.04.1894 — орден Святой Анны II степени;
- 1900 — орден Святого Владимира III степени;
- 1903 — орден Святого Станислава I степени;
- 1904 — знак отличия «24 ноября 1866» «за поземельное устройство бывших государственных крестьян»;
- 1906 — орден Святой Анны I степени;
- 29.03.1909 — тайный советник.

## Публикации
- Боклевский П. П. О светительном газе Товарищества нефтяного и нефтеводородного газового освещения и отопления / Сост. инж. П. Боклевский. — Москва : тип. Вильде, 1878. — 40 с.; 24.
- Боклевский П. П. По поводу применения передвижных железных дорог на золотых промыслах//Горный журнал, 1881. № 07/08 — Июль/август — C. 211
- Боклевский П. П. Некоторые каменоломни вятской губернии//Горный журнал, 1888, № 09 — сентябрь — С.106
- Боклевский П. П. Печорская нефть / [Соч.] Горн. инж. П. П. Боклевского. 1891 г. — Санкт-Петербург : типо-лит. Шредера, 1891. — [2], 31 с.
- Боклевский П. П. Железное дело на реке Вычегде / [Соч.] Горн. инж. П. П. Боклевского. — Москва : т-во скоропеч. А. А. Левенсон, 1894. — 19 с.
- Боклевский П. П. Горное дело и металлургия на Всероссийской промышленной и художественной выставке 1896 года в Нижнем Новгороде. Прочие полезные ископаемые, 1897
- Боклевский П. П. Перспективы уральской горной промышленности/ [Горн. инж. П. Боклевский]. — Екатеринбург, 1899. — 59 с.
- Боклевский П. П. Приложения 30—33//Уральская железная промышленность в 1899 году/ Ред. Д. И. Менделеев. — СПб.: Типография В. Демакова, 1900
- Боклевский П. П. Золотоуловитель горного инженера П. П. Боклевского в связи с основными положениями извлечения золота промывкой / П. Боклевский, горн. инж. — Екатеринбург: Тип. газ. «Уральская жизнь», 1906. — 33 с.
- Боклевский П. П. О мерах к развитию уральской горной промышленности / П. П. Боклевский. — Санкт-Петербург : тип. Г. И. Зархи, 1908. — 23c